# Hédi Kallel
Hédi Kallel, né le 1er janvier 1900 à Tunis et mort le 27 juillet 1978, est un footballeur et dirigeant sportif tunisien ayant évolué à l'Espérance sportive de Tunis (EST), club dont il est l'un des créateurs.

## Biographie
Hédi Kallel naît le 1er janvier 1900 à Tunis, alors dans le protectorat français de Tunisie.
Le 15 janvier 1919, dans le café de l'Espérance de Bab Souika, il participe à la création de l'Espérance sportive de Tunis, avec Mohamed Zouaoui. Il n'est alors qu'un simple fonctionnaire,.